# My Dearest
Singles de supercell
Sekiranun Graffiti/Fallin' Fallin' Fallin'
(2011) Departures ～Anata ni Okuru Ai no Uta～
(2011)
My Dearest est un single composé par ryo du groupe supercell sorti le 23 novembre 2011 chez Sony Records. Les chansons sont chantés par Koeda. La jaquette a été réalisée par redjuice.

## Résumé
La chanson My Dearest est le 1er opening de l'anime Guilty Crown où redjuice participe en tant que chara designer. My Dearest est le premier single de supercell où ce n'est plus Nagi Yanagi ou Hatsune Miku qui chante mais Koeda.

## Pistes du single
Voir la documentation correspondantes pour plus d'info.
Toutes les chansons sont écrites et composées par ryo.
| No | Titre                                                | Durée |
| -- | ---------------------------------------------------- | ----- |
| 1. | My Dearest                                           | 5:38  |
| 2. | Tsumibito (罪人)                                     | 3:46  |
| 3. | Daihinmin (大貧民)                                   | 4:20  |
| 4. | My Dearest（ＴＶ Ｅｄｉｔ）                          | 1:33  |
| 5. | My Dearest －Instrumental－                          | 5:37  |
| 6. | Tsumibito －Instrumental－ (罪人 －Instrumental－)   | 3:46  |
| 7. | Daihinmin －Instrumental－ (大貧民 －Instrumental－) | 4:19  |
| 8. | My Dearest（ＴＶ Ｅｄｉｔ） －Instrumental－         | 1:35  |

## Charts
| Chart (2010)                   | Position |
| ------------------------------ | -------- |
| Oricon Classement hebdomadaire | 10       |
| FRIDAY SUPER COUNTDOWN 50 (ja) | 13       |